# Iván Márquez (piłkarz)
Iván Márquez Álvarez (ur. 9 czerwca 1994 w Marbelli) – hiszpański piłkarz, występujący na pozycji środkowego obrońcy.

## Kariera klubowa
Grę w piłkę nożną rozpoczął w wieku 8 lat w CD Vázquez Cultural z rodzinnej Marbelli. W 2003 roku rozpoczął treningi w akademii piłkarskiej Málaga CF. W 2013 roku, decyzją trenera Salvy Ballesty, podpisano z nim profesjonalny kontrakt i włączono go do składu drużyny rezerw Málagi, występującej pod nazwą Atlético Malagueño. 13 października 2013 rozegrał on pierwszy w karierze oficjalny mecz w wyjazdowym spotkaniu przeciwko Linares Deportivo (1:2) w ramach grupy IX Tercera División. Z powodu niewielkich szans na regularne występy, w 2014 roku wypożyczono go do klubów Segunda División B: UD San Pedro oraz CD El Palo.
Przed sezonem 2015/16 Márquez przeszedł do Atlético Madryt B, gdzie rozegrał 27 spotkań na poziomie Tercera División. W 2016 roku podpisał umowę z CA Osasuna i rozpoczął grę w zespole trzecioligowych rezerw. 4 grudnia 2016 zadebiutował w Primera División w przegranym 1:3 meczu ze Sportingiem Gijón. W styczniu 2017 roku, po rozegraniu 4 spotkań w hiszpańskiej ekstraklasie powrócił do rezerw, gdzie pozostał do końca sezonu, po czym odszedł do Valencia CF Mestalla (Segunda División B). W sierpniu 2018 roku podpisał dwuletnią umowę z Koroną Kielce, prowadzoną przez Gino Lettieriego. 24 września 2018 zadebiutował w polskiej ekstraklasie w wygranym 3:1 spotkaniu z Zagłębiem Sosnowiec. W sezonie 2019/2020 spadł z Koroną Kielce z ekstraklasy.
5 sierpnia 2020 związał się dwuletnią umową z Cracovią, z którą 9 października wygrał Superpuchar Polski po występie w finałowym meczu przeciwko Legii Warszawa.

## Sukcesy

### Klubowe
Cracovia
- Superpuchar Polski: 2020